# Kolonia Chór
Kolonia Chór – dawniej samodzielna miejscowość, od 1957 w granicach Kobyłki, w województwie mazowieckim, w powiecie wołomińskim. Leży w północno-zachodniej części Kobyłki na obszarze zalesionym, przy granicy z Nowym Jankowem. Wraz z Maretą stanowi jedną z dwunastu dzielnic Kobyłki o nazwie Mareta-Kolonia Chór.
Początkowo zagroda podkobyłecka.
W latach 1867–1928 kolonia w gminie Radzymin, a 1928–1954 w gminie Kobyłka w powiecie radzymińskim. 20 października 1933 weszła w skład nowo utworzonej gromady Mareta granicach gminy Kobyłka. Od 1 lipca 1952 w powiecie wołomińskim.
W związku z reorganizacją administracji wiejskiej jesienią 1954 Kolonia Chór (jako część gromady Jędrzejek) weszła w skład nowej gromady Kobyłka.
1 stycznia 1957 gromadę Kobyłka przekształcono w osiedle, przez co Kolonia Chór stała się integralną częścią Kobyłki, a w związku z nadaniem Kobyłce praw miejskich 1 stycznia 1969 – częścią miasta.